# 戲院里

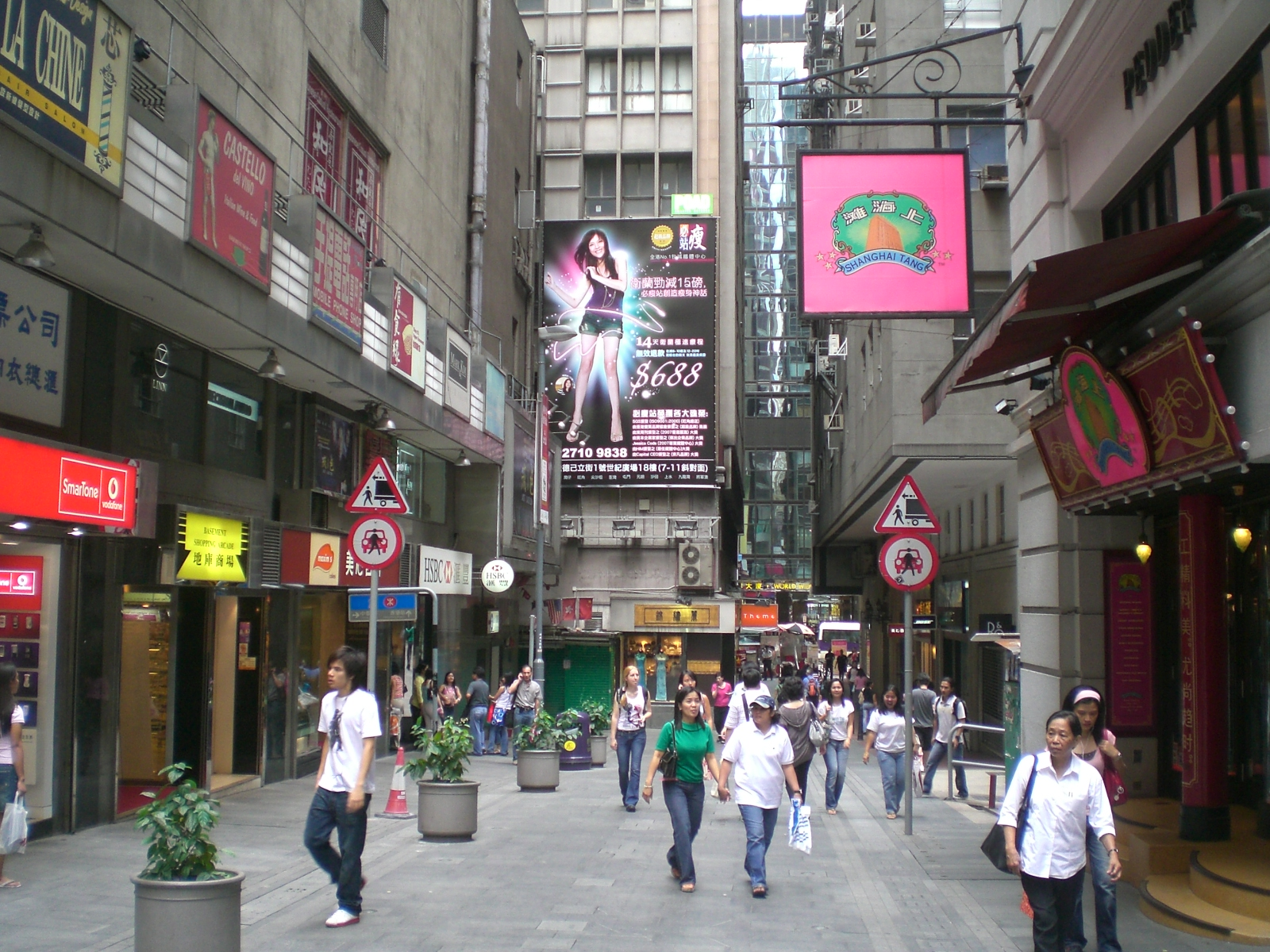
戲院里（2007年）

戲院里（英語：Theatre Lane）是香港島中環的一條街道，位於前皇后戲院的東邊，怡安華人行的西面，德輔道中與皇后大道中之間，因前皇后戲院及前娛樂戲院的存在而得名。2007年年底，皇后戲院隨著陸海通大廈一同被拆卸。現時戲院里已沒有戲院。
戲院里是一條以商業購物為主的步行街，沿途是寫字樓大廈，臨街是地鋪，包括有上海灘、美心西餅、時裝店、珠寶店等。

## 歷史
戲院里在戰前已經是一處商業繁盛的地方。例如在戲院里的北端，即是現在德成大廈的位置，有一間稱為大型外資百貨公司的惠羅。 在日治時期，按照日化政策，資產沒收，交日本財閥經營，即是在1941年9月1日在戲院里原地開業的玉屋百貨。
在香港日治時期，位於戲院里一帶曾經出現有近60間的珠寶金行，名字包括: 大新、大行、大利、歐亞、大信、香島、忠誠、戴文、協成、榮興、寶華、公誠、大東亞、萬國、富生、新新、新亞、玉珍、何天福、南盛、周大福、周生生、麗華、永安、泰興及大德等。當時二手珠寶、玉器、手錶、墨水筆市場十分活躍。 商品來源有押店拆當貨、賊贓及軍人沒收市民的財物。不少富人樂於投資購買珠寶玉石，他們相信貴重首飾比軍票更保值。

## 特色
多年來，戲院里一直有數個擦鞋匠擺檔，頗受白領族歡迎，是該區特色之一。2009年間，擦鞋匠曾多次被食物環境衞生署票控驅趕，遭到各界批評，政府同意向他們發牌，事件方得平息。

## 事件
2010年5月26日，畢打街與戲院里交界的橫巷（港鐵D2出口），一位外籍女遊客的腳跟被老鼠咬傷，而老鼠被補鞋店東主「就地正法」。 （页面存档备份，存于）

## 交通
港鐵
- █  荃灣綫、 █  港島綫：中環站D2出口

## 相關
- 陸海通大廈
- 娛樂行

## 鄰近
- 蘭桂坊
- 雲咸街
- 環球大廈
- 永安人壽大廈
- 德成大廈